# Золотоносов, Михаил Нафталиевич
Михаи́л Нафта́лиевич Золотоно́сов (род. 19 января 1954, Ленинград) — советский и российский прозаик, журналист, литературный критик, литературовед, искусствовед, историк искусства, художественный критик. Кандидат искусствоведения.

## Биография
Родился 19 января 1954 года в Ленинграде. Отец — Нафталий Менделевич Золотоносов (1923—2003), участник Великой Отечественной войны (радиотелеграфист 29-го отдельного полка связи), ведущий инженер объединения «Красная Заря» (1955—1983), автор ряда изобретений в области телемеханики и электросвязи. Мать — Ида Самуиловна Золотоносова (1931—2007), учитель литературы и русского языка.
В 1977 году окончил факультет автоматизации управления Ленинградского политехнического института по специальности инженер-электромеханик. С 1979 года печатался как литературный критик. В 1989 году в Ленинградском государственном институте театра, музыки и кинематографии имени Н. К. Черкасова (ЛГИТМиК) защитил диссертацию на соискание учёной степени кандидата искусствоведения на тему «Концепция личности в советском драматическом театре 1920-х годов» (специальность 17.00.01 — театральное искусство).
В 1987—1989 годах работал в газете «Смена», в 1989—1990 годах был заведующим отделом публицистики журнала «Искусство Ленинграда», в 1990—1992 годах работал в газете «Час пик», в 1992—1994 годах — в газете «Невское время». Самый длительный период работы Золотоносова, с 1991 по 2004 год, был связан с газетой «Московские новости» (обозреватель отдела культуры по литературе). Одновременно в 1996—1997 годах сотрудничал с газетой «Вечерний Петербург». С 2003 года сотрудничает с журналом «Город 812» в Санкт-Петербурге.
Автор 16 книг.

## Работы
Автор книг о Константине Мережковском и Чехове. По словам самого Золотоносова, главную идею его биографии Мережковского можно выразить цитатой из Василия Розанова: «порок живописен, а добродетель так тускла» (Золотоносов обнаружил ту же фразу у австрийского писателя Захер-Мазоха). По словам автора, скандальные аспекты биографии Мережковского (обвинённого в педофилии) и его гениальность как учёного-биолога представляют две стороны одной медали, сочетание «гения и злодейства». Золотоносов считает сочетание аморальности и гениальности Мережковского типичным для Серебряного века (как и для итальянского Возрождения). По мнению историка Александра Формозова, Золотоносов ошибочно считает Мережковского представителем Серебряного века, тогда как Мережковский принадлежал к предыдущему поколению, а его антихристианская утопия была ближе к идеям социал-дарвинизма.
В работе о Чехове Золотоносов с фрейдистских позиций предпринял попытку реконструкции скрытых причин женофобии писателя, повлиявших, с точки зрения Золотоносова, на особенности его стиля. По словам самого автора, он пытался демифологизировать традиционный для русской интеллигенции образ Чехова как идеального мужчины. Если «Первый Чехов» представлял асексуального «интеллигента в пенсне», то «неофициальный Чехов» является гиперсексуальным и закомплексованным. Золотоносов объяснил замалчивание «Другого Чехова» коллективным столетним заговором между мемуаристами, издателями и критиками. Согласно Золотоносову, Чехов под влиянием медицинских представлений своего времени (растрата невосполнимой «жизненной силы» во время сексуальных отношений) ещё в студенческие годы начал испытывать страх перед образом «опасной женщины». По мнению Золотоносова, Чехов заимствовал мотивы женского доминирования и эротического страха перед деспотичными женщинами у Захер-Мазоха. Влияние Захер-Мазоха, по Золотоносову, позволяет декодировать некоторые мотивы и образы русского классика. Чехов, в отличие от Захер-Мазоха, представил вражду полов в смягченном и облагороженным лирическими мотивами варианте. В лаконизме Чехова, по мнению автора, откровенная девиантность Захер-Мазоха сохраняется лишь фрагментарно. По мнению Золотоносова, взгляды Чехова на традиционную семью были нестандартными и по сути разрушительными. Золотоносов признаёт, что его выводы могут показаться шокирующими, однако считает, что они достаточно простые.
Рецензент книги отмечал, что многие выводы Золотоносова относительно Чехова выглядят «натянутыми и излишне гипотетичными», однако «оправданием служит сложность поставленной задачи».

## Критика
Ольга Кушлина, из рецензии на книгу «Хармсиздат представляет: советский эрос 1920—1930-х гг.» (1998):
И, наконец, «тяжёлая артиллерия» лёгкого жанра: Михаил Золотоносов продолжает поход по эрогенным зонам советской культуры. Статья «Философия общего тела. Советская садово-парковая скульптура 1930-х годов», как всегда, щедро-изобильна фактами и утомительно-однообразна в выводах. С энтузиазмом ударника комсомольских строек М. Золотоносов перелопачивает тонны материала, и эти же тонны, не просеивая, обрушивает на головы читателя. Как говорится в статье: «Бетономешалка заработала, и …». Если поставить рядом на одном постаменте критика Золотоносова и «девушку с веслом», — заведомо ясно, что этот мужчина может сказать про эту женщину. Поначалу обзовёт «симулякром», потом наговорит гадостей про весло (фаллический символ) и про струи фонтана. А заодно и про Сталина, и про Сталина с девочкой (см. любую из работ М. Золотоносова).
В рецензии на книгу «Глиптократия» Глеб Морев высоко оценил научную основательность Золотоносова, однако заметил, что, как и у Розанова, темы Золотоносова ограничены еврейством и сексом, а его настойчивость в их разработке на обширном и разнообразном материале больше не вызывает интереса и внимания, а, напротив, провоцирует раздражение и скепсис. Фаина Гримберг в рецензии на книгу о Мережковском отметила, что работы Золотоносова очень полезны для филологов и историков и назвала его лучшим литературоведом в России. По характеристике Аллы Латыниной (2004), Золотоносов «всегда и обо всём пишет с брюзгливой гримасой».
Данила Давыдов, из рецензии на книгу «Логомахия» (2010):
Выдающийся культуролог и филолог, Михаил Золотоносов всегда выступает в провокативной роли, оставаясь при этом формально на поле академической науки (к примеру, примечания и библиографический аппарат его работ всегда впечатляют).
Дмитрий Бавильский о книге «Гадюшник»:
Эрудиция и въедливость Золотоносова восхищают. Залежи архивного мусора он перелопачивает со зримым знаточеским энтузиазмом, исследуя «социокультурную ситуацию» 1940-х — 1960-х годов до последней запятой: деятельность ленинградской писательской организации нужна ему для того, чтобы с этой самой, теперь уже мало заметной кочки, показать и вынести приговор всей так называемой «советской культуре». И даже шире — советскому образу жизни: показывая на примере одной капли из чего состоит весь океан.
Негативно отозвался о Золотоносове критик Вадим Кожинов в опубликованной в газете «Завтра» (№ 14(331) 2000 г.) статье «Патология (О сочинителе по фамилии Золотоносов)».
Параграф «Не суди и не судим будешь» своей книги «О Достоевском, о русских издателях и о себе» (2019) посвятил критическому разбору написанного Золотоносовым С. В. Белов, охарактеризовавший Михаила Нафтаьевича как любителя тем — культурология секса и субкультура русского антисемитизма.

## Участие в профессиональных и общественных организациях
- Член Союза писателей СССР (с 1989)[6]
- Член Союза писателей Санкт-Петербурга (с 1992)[6]
- Член Союза журналистов Санкт-Петербурга (с 1990)[6]

## Награды и премии
- «Золотой гвоздь» (2006)[6]
- «Золотое перо» (2007[6]; 2010, в номинации «Материал в социальной сфере»[16]; 2012, в номинации «Материал в сфере культуры (все СМИ)»[16]; 2013, в номинации «Интервью года»[16]; 2016 в номинации «Обозреватель/колумнист года»[17])

### Книги
- Золотоносов М. «Мастер и Маргарита» как путеводитель по субкультуре русского антисемитизма. — СПб.: ИНАПРЕСС, 1995. — 93 с. — ISBN 5-87135-026-7.
- Золотоносов М. M/Z, или Катаморан. Рассказ П. Морана «Я жгу Москву» с комментариями. — СПб.: ИНАПРЕСС, 1996. — 130 с.
- Золотоносов М. Обыкновенный садизм. Статьи о российской армии: 1993—1997 / Общественная правозащитная организация «Солдатские матери Санкт-Петербурга». — СПб.: Тускарора, 1997. — 119 с.
- Золотоносов М. Γλυπτοκρατος. Исследование немого дискурса. Аннотированный каталог садово-паркового искусства сталинского времени. — СПб., 1999.
- Золотоносов М. Н. Слово и Тело: Сексуальные аспекты, универсалии, интерпретации русского культурного текста XIX—XX веков. — М.: Ладомир, 1999. — 832 с. — (Русская потаённая литература). — 2500 экз. — ISBN 5-86218-368-X.
- Золотоносов М. Н., Кононов Н. М. З/К, или Вивисекция. — СПб.: ИНАПРЕСС, 2002.
- Золотоносов М. Н. Братья Мережковские: Роман для специалистов. Книга 1: Отщеpenis Серебряного века. — М.: Ладомир, 2003. — 1030 с. — 1500 экз. — ISBN 5-86218-420-1.
- Золотоносов М. Бронзовый век: иллюстрированный каталог памятников, памятных знаков, городской и декоративной скульптуры Ленинграда — Петербурга, 1985—2003 гг. / Фотограф Ю. Ю. Калиновский. — СПб.: Новый Мир Искусства, 2005. — 623 с. — ISBN 5-902640-01-6.
- Золотоносов М. Н. Другой Чехов: По ту сторону принципа женофобии. — М.: Ладомир, 2007. — 336 с. — (Русская потаённая литература). — 1500 экз.
- Золотоносов М. Н. Логомахия: Поэма Тимура Кибирова «Послание Л. С. Рубинштейну» как литературный памятник. — М.: Ладомир, 2010. — 384 с. — (Русская потаённая литература). — 1000 экз.
- Золотоносов М. Н., Калиновский Ю. Ю., Овчаров О. И. Бронзовый век: Иллюстрированный каталог памятников...1985—2007. — Издание 2-е, дополненное. — СПб.: Новый Мир Искусства, 2010. — 784 с. — ISBN 978-5-902640-07-3.
- Золотоносов М.. Комментарии к стихотворному сборнику Н. Кононова «80». — СПб.: ИНАПРЕСС, 2011.
- Золотоносов М. Н. Гадюшник: Ленинградская писательская организация: избранные стенограммы с комментариями: из истории советского литературного быта 1940—1960-х годов. — М.: Новое литературное обозрение, 2013. — 879 с. — ISBN 978-5-444-80091-1.
- Золотоносов М. Н. Охота на Берггольц. Ленинград 1937. — СПб.: Издательский дом «Міръ», 2015. — 464 с. — ISBN 978-5-98846-114-2.
- Золотоносов М. Н. Охота на Баснер: Судебный роман. — СПб.: Издательский дом «Міръ», 2016. — 752 с. — ISBN 978-5-98846-123-4.
- Золотоносов М. Н. Диверсант Маршак и другие: ЦРУ, КГБ и  русский авангард. — СПб.: Издательский дом «Міръ», 2018. — 530 с. — ISBN 978-5-98846-135-7.
- Поэзия революционного народничества / Сост., вступ. ст. и примеч. М. Н. Золотоносова. — СПб.: Издательский дом «Міръ», 2019. — VIII+724 с. — ISBN 978-5-98846-142-5.

### Интервью
- Волчек Дмитрий. Порок живописен, а добродетель тускла. Беседа с литературоведом Михаилом Золотоносовым. Радио Свобода (27 мая 2010). Дата обращения: 23 июля 2016.
- Волчек Дмитрий. Корни поэзии и мусор восьмидесятых: [Интервью с Николаем Кононовым и Михаилом Золотоносовым]. Радио Свобода (21 апреля 2011). Дата обращения: 23 июля 2016.
- Волчек Дмитрий. Три войны соцреалиста. Беседа с литературоведом Михаилом Золотоносовым. Радио Свобода (8 февраля 2012).
- Балуев Сергей. Как «дело Баснер» стало большой книгой: [Интервью с Михаилом Золотоносовым]. Город 812 (1 июля 2016). Дата обращения: 7 августа 2016.
- Дельгядо Наташа. О книге «Охота на Баснер»: Интервью с Михаилом Золотоносовым, Константином Азадовским, Николаем Кононовым. Эхо Москвы (8 июля 2016). Дата обращения: 7 августа 2016. (аудио)